# Meliboeus annon
Meliboeus annon es una especie de escarabajo barrenador metálico del género Meliboeus, familia Buprestidae, orden Coleoptera.

## Taxonomía
Fue descrita por Gory en 1841 y publicada en Gory H. L. Histoire naturelle et iconographie des insectes Coléoptères. Supplement aux Buprestides. P. Duménil, Volume 4, livraisons 43-52, genera: Melanophila (pp. 73-77), Buprestis (pp. 107-111, 126), pp. 127-356, Stigmodera, Colobogaster, Chrysobothris, Be. (1841).